# Сюнбюл ефенди (квартал)
„Сюнбюл ефенди“ (на турски: Sümbül Efendi) е квартал на Истанбул, разположен в градска околия Фатих. Общата му площ е 0,32 км2. Според данни на Адресната система за регистриране на населението (ABPRS) към 2024 г. населението на „Сюнбюл ефенди“ е 15 337 жители.